# Jean-Christophe Péraud
Jean-Christophe Péraud (Tolosa de Llenguadoc, Alta Garona, 22 de maig de 1977) és un ciclista francès, que fou especialista en carretera i ciclisme de muntanya.
El 2008 va prendre part en els Jocs Olímpics de Pequín en la prova de ciclisme de muntanya, en què guanyà la medalla de plata, per darrere del seu compatriota Julien Absalon.
El 2009, com a amateur, guanyà el Campionat de França de contrarellotge per a professionals, sent el primer amateur que ho aconseguia.
El 2010 va debutar com a professional en l'equip belga Omega Pharma-Lotto, destacant la quarta posició final a la Volta al País Basc i la vuitena a la París-Niça. El 2011 fitxà per l'equip AG2R La Mondiale i acabà novè en la classificació final del Tour de França, en la seva primera participació. A finals del 2016 es va retirar.

## Palmarès en ciclisme de muntanya

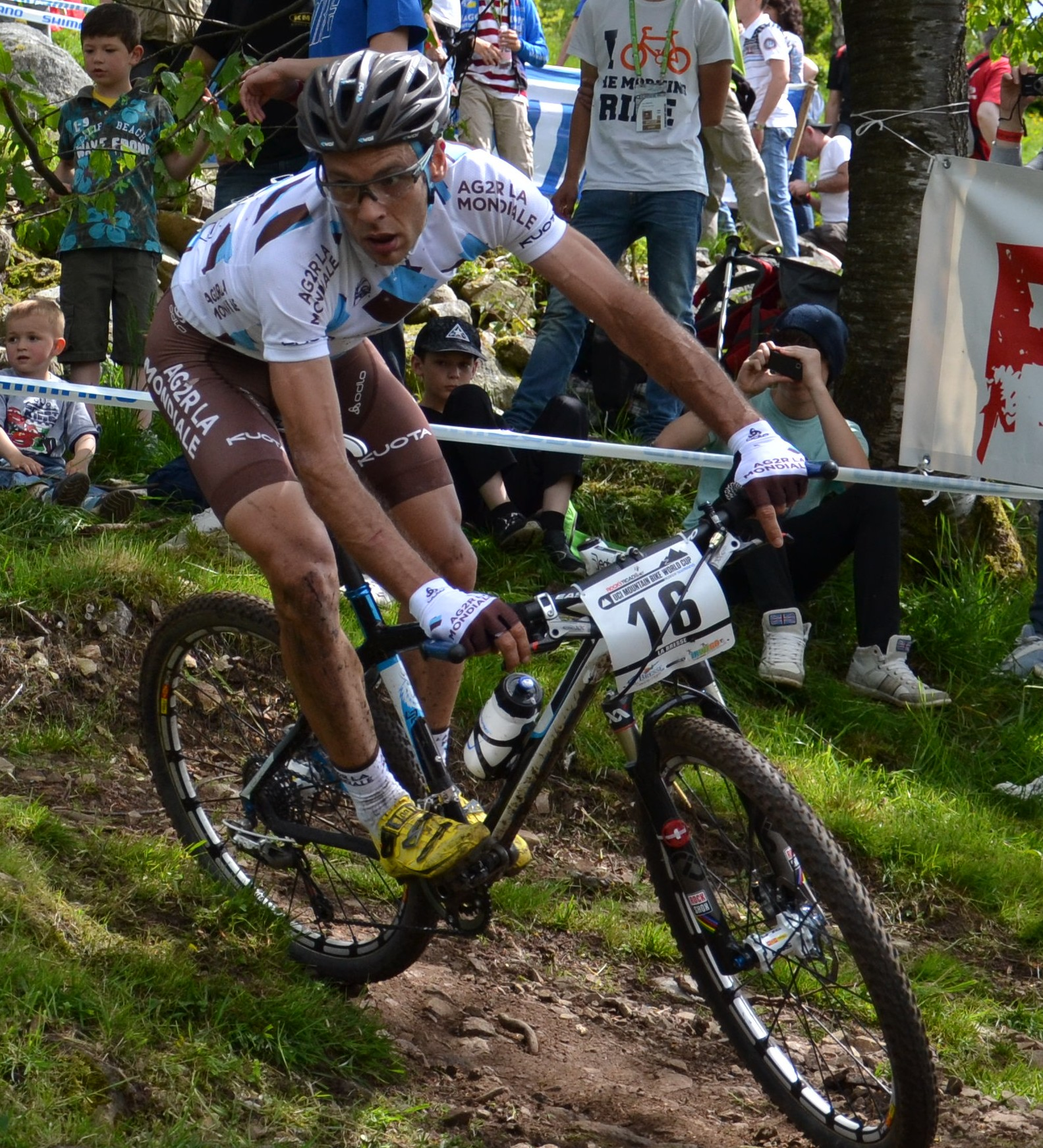
Jean-Christophe Péraud a la 4a prova de la Copa del Món de BTT 2012, a La Bresse.

- 2005
  -  Campió d'Europa en Camp a través
- 2008
  -  Campió del món en Camp a través per relleus amb Arnaud Jouffroy, Laurence Leboucher i Alexis Vuillermoz
  -  Campió d'Europa en Camp a través per relleus amb Arnaud Jouffroy, Laurence Leboucher i Alexis Vuillermoz
  -  Medalla de plata als Jocs Olímpics de Pequín en camp a través

## Palmarès en ruta
- 2006
  - 1r als Boucles de Sud Ardèche
- 2008
  -  Campió de França amateur en ruta
- 2009
  -  Campió de França de contrarellotge
- 2013
  - Vencedor d'una etapa al Tour del Mediterrani
- 2014
  - 1r al Critèrium Internacional
  - Vencedor d'una etapa al Tour del Mediterrani
- 2015
  - 1r al Critèrium Internacional i vencedor d'una etapa

### Resultats a la Volta a Espanya
- 2010. 39è de la classificació general
- 2016. 13è de la classificació general

### Resultats al Tour de França
- 2011. 9è de la classificació general[1]
- 2012. 44è de la classificació general
- 2013. Abandona (13a etapa)
- 2014. 2n de la classificació general
- 2015. 61è de la classificació general

### Resultats al Giro d'Itàlia
- 2016. Abandona (3a etapa)